# Torneo Nacional de Clubes 2015 (Chile)
El Torneo Nacional de Clubes de 2015 fue la 68° edición del torneo de rugby de primera división de Chile.

## Primera fase
|  | Clasifica a la Copa de Oro.   |
|  | Clasifica a la Copa de Plata. |

### Grupo A
| Pos. | Equipo               | Encuentros | Encuentros | Encuentros | Encuentros | Tantos | Tantos | Tantos | PB | PB | Puntos |
| Pos. | Equipo               | PJ         | PG         | PE         | PP         | F      | C      | Dif    | BO | BD | Puntos |
| ---- | -------------------- | ---------- | ---------- | ---------- | ---------- | ------ | ------ | ------ | -- | -- | ------ |
| 1.º  | COBS                 | 7          | 7          | 0          | 0          | 371    | 79     | +292   | 7  | 0  | 35     |
| 2.º  | Los Troncos          | 7          | 6          | 0          | 1          | 286    | 122    | +164   | 6  | 0  | 30     |
| 3.º  | Sporting Rugby Club  | 7          | 5          | 0          | 2          | 175    | 175    | 0      | 3  | 0  | 23     |
| 4.º  | Universidad Católica | 7          | 4          | 0          | 3          | 224    | 169    | +55    | 4  | 1  | 21     |
| 5.º  | Old John's           | 7          | 3          | 0          | 4          | 182    | 122    | +60    | 2  | 2  | 16     |
| 6.º  | Alumni SC            | 7          | 2          | 0          | 5          | 156    | 157    | -1     | 2  | 2  | 12     |
| 7.º  | Seminario La Serena  | 7          | 1          | 0          | 6          | 96     | 303    | -206   | 0  | 0  | 4      |
| 8.º  | Old Locks            | 7          | 0          | 0          | 6          | 57     | 421    | -364   | 0  | 0  | 0      |

### Grupo B
| Pos. | Equipo         | Encuentros | Encuentros | Encuentros | Encuentros | Tantos | Tantos | Tantos | PB | PB | Puntos |
| Pos. | Equipo         | PJ         | PG         | PE         | PP         | F      | C      | Dif    | BO | BD | Puntos |
| ---- | -------------- | ---------- | ---------- | ---------- | ---------- | ------ | ------ | ------ | -- | -- | ------ |
| 1.º  | Old Boys       | 7          | 6          | 0          | 1          | 266    | 114    | +152   | 6  | 0  | 30     |
| 2.º  | Old Macks      | 7          | 6          | 0          | 1          | 286    | 107    | +179   | 4  | 0  | 28     |
| 3.º  | PWCC           | 7          | 5          | 0          | 2          | 229    | 139    | +90    | 4  | 1  | 25     |
| 4.º  | Stade Français | 7          | 5          | 0          | 2          | 209    | 205    | +4     | 3  | 1  | 24     |
| 5.º  | Old Reds       | 7          | 2          | 0          | 5          | 240    | 220    | +20    | 4  | 1  | 13     |
| 6.º  | Viña RC        | 7          | 2          | 0          | 5          | 150    | 248    | -98    | 2  | 1  | 11     |
| 7.º  | Old Georgians  | 7          | 2          | 0          | 5          | 107    | 167    | -60    | 1  | 0  | 9      |
| 8.º  | DOBS           | 7          | 0          | 0          | 7          | 95     | 382    | -287   | 1  | 0  | 1      |

## Copa de Plata
|  | Clasifica a las semifinales de plata. |

| Pos. | Equipo              | Encuentros | Encuentros | Encuentros | Encuentros | Tantos | Tantos | Tantos | PB | PB | Puntos |
| Pos. | Equipo              | PJ         | PG         | PE         | PP         | F      | C      | Dif    | BO | BD | Puntos |
| ---- | ------------------- | ---------- | ---------- | ---------- | ---------- | ------ | ------ | ------ | -- | -- | ------ |
| 1.º  | Old John's          | 7          | 7          | 0          | 0          | 294    | 102    | +192   | 7  | 0  | 35     |
| 2.º  | Alumni SC           | 7          | 5          | 0          | 2          | 272    | 153    | +119   | 6  | 0  | 26     |
| 3.º  | Old Georgians       | 7          | 4          | 0          | 3          | 278    | 204    | +174   | 5  | 1  | 22     |
| 4.º  | Viña RC             | 7          | 4          | 0          | 3          | 220    | 198    | +22    | 4  | 1  | 21     |
| 5.º  | Old Reds            | 7          | 3          | 0          | 4          | 164    | 202    | -38    | 3  | 0  | 15     |
| 6.º  | Old Locks           | 7          | 3          | 0          | 4          | 137    | 205    | -68    | 2  | 0  | 14     |
| 7.º  | Seminario La Serena | 7          | 1          | 0          | 6          | 122    | 258    | -136   | 1  | 1  | 6      |
| 8.º  | DOBS                | 7          | 1          | 0          | 6          | 104    | 269    | -165   | 1  | 1  | 6      |

### Semifinales
| 26 de septiembre de 2015 | Old Johns | 20 - 13 | Viña RC |  |  |

| 27 de septiembre de 2015 | Alumni SC | 35 - 39 | Old Georgians |  |  |

#### Final
| 3 de octubre de 2015 | Old Johns | 27 - 21 | Old Georgians |  |  |

| Bandera de Chile                 |
| Ganador Copa de plata Old John's |

## Copa de Oro
|  | Clasifica a las semifinales de oro. |

| Pos. | Equipo               | Encuentros | Encuentros | Encuentros | Encuentros | Tantos | Tantos | Tantos | PB | PB | Puntos |
| Pos. | Equipo               | PJ         | PG         | PE         | PP         | F      | C      | Dif    | BO | BD | Puntos |
| ---- | -------------------- | ---------- | ---------- | ---------- | ---------- | ------ | ------ | ------ | -- | -- | ------ |
| 1.º  | Los Troncos          | 7          | 5          | 0          | 2          | 183    | 163    | +20    | 2  | 1  | 23     |
| 2.º  | COBS                 | 7          | 4          | 0          | 3          | 200    | 136    | +64    | 3  | 2  | 21     |
| 3.º  | Old Boys             | 7          | 4          | 0          | 3          | 159    | 158    | +1     | 4  | 1  | 21     |
| 4.º  | PWCC                 | 7          | 4          | 0          | 3          | 223    | 164    | +59    | 3  | 1  | 20     |
| 5.º  | Universidad Católica | 7          | 4          | 0          | 3          | 157    | 213    | -56    | 2  | 0  | 18     |
| 6.º  | Stade Français       | 7          | 4          | 0          | 3          | 149    | 124    | +25    | 1  | 1  | 18     |
| 7.º  | Sporting Rugby Club  | 7          | 2          | 0          | 5          | 127    | 176    | -49    | 1  | 1  | 10     |
| 8.º  | Old Macks            | 7          | 1          | 0          | 6          | 153    | 217    | -64    | 2  | 2  | 8      |

### Semifinales
| 27 de septiembre de 2015 | COBS | 30 - 9 | Old Boys |  |  |

| 27 de septiembre de 2015 | Los Troncos | 24 - 33 | PWCC |  |  |

#### Final
| 3 de octubre de 2015 | COBS | 20 - 22 | PWCC |  |  |

| Bandera de Chile     |
| Campeón PWCC         |
| Décimo quinto título |